# Mondial La Marseillaise à pétanque

Logo de la compétition

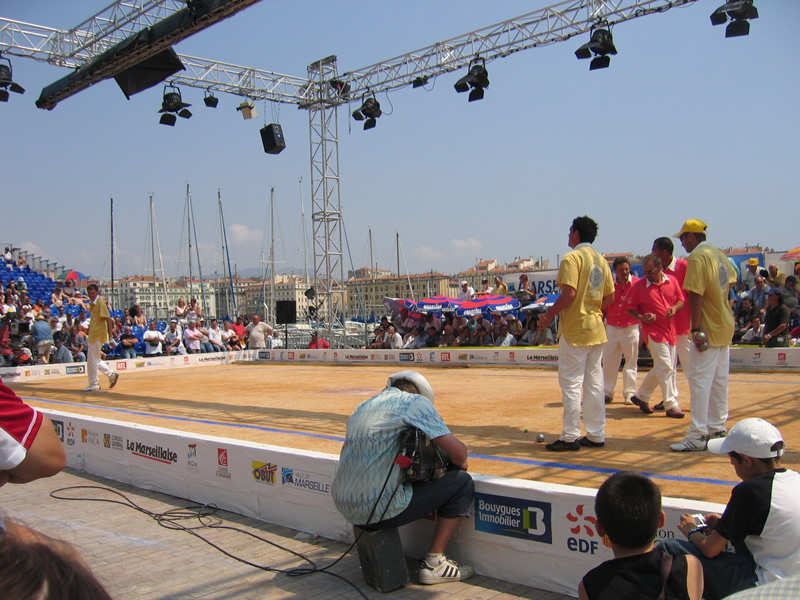
Demi-finale du Mondial La Marseillaise à pétanque en 2006

Le Mondial La Marseillaise à pétanque est le plus grand concours international de pétanque au monde. Il regroupe annuellement plus de 13 000 joueurs de tous niveaux. Il accueille 50 000 spectateurs le premier jour, et plus de 150 000 pour l’ensemble de la compétition. Il se déroule, à  Marseille au parc Borély et sur un réseau de terrain dans toute la ville. Les parties finales se sont disputées tout au long de son histoire, tour à tour sur la piste cendrée du Stade Vélodrome, au parc Borély, au stade de l'Huveaune, sur le Vieux-Port, les plages du Prado, ou entre 2017 et 2019 le parvis du MUCEM. Depuis 2020, le stade d'honneur de plus de 3000 places est installé dans le parc Borély. 

## Historique
Cette épreuve a été créée en 1962 sur une idée originale du journal La Marseillaise et de Paul Ricard. Son directeur national des ventes de l'époque, Charles Pasqua,, les journalistes du service des sports dont le chef de service Pierre Andréis et la direction du journal, mirent en place un concours de pétanque qui se déroula dans les quartiers de Marseille. La première édition réunit 1 164 joueurs.
Au fil des années, ce concours, de local devint régional puis national avant de prendre une envergure internationale. « Le Roland-Garros des boules » comme l'a baptisé Yves Mourousi qui l'a présenté en direct au JT de 13H de TF1, le 15 juillet 1985, est aujourd'hui le plus prestigieux et populaire concours de pétanque au monde.

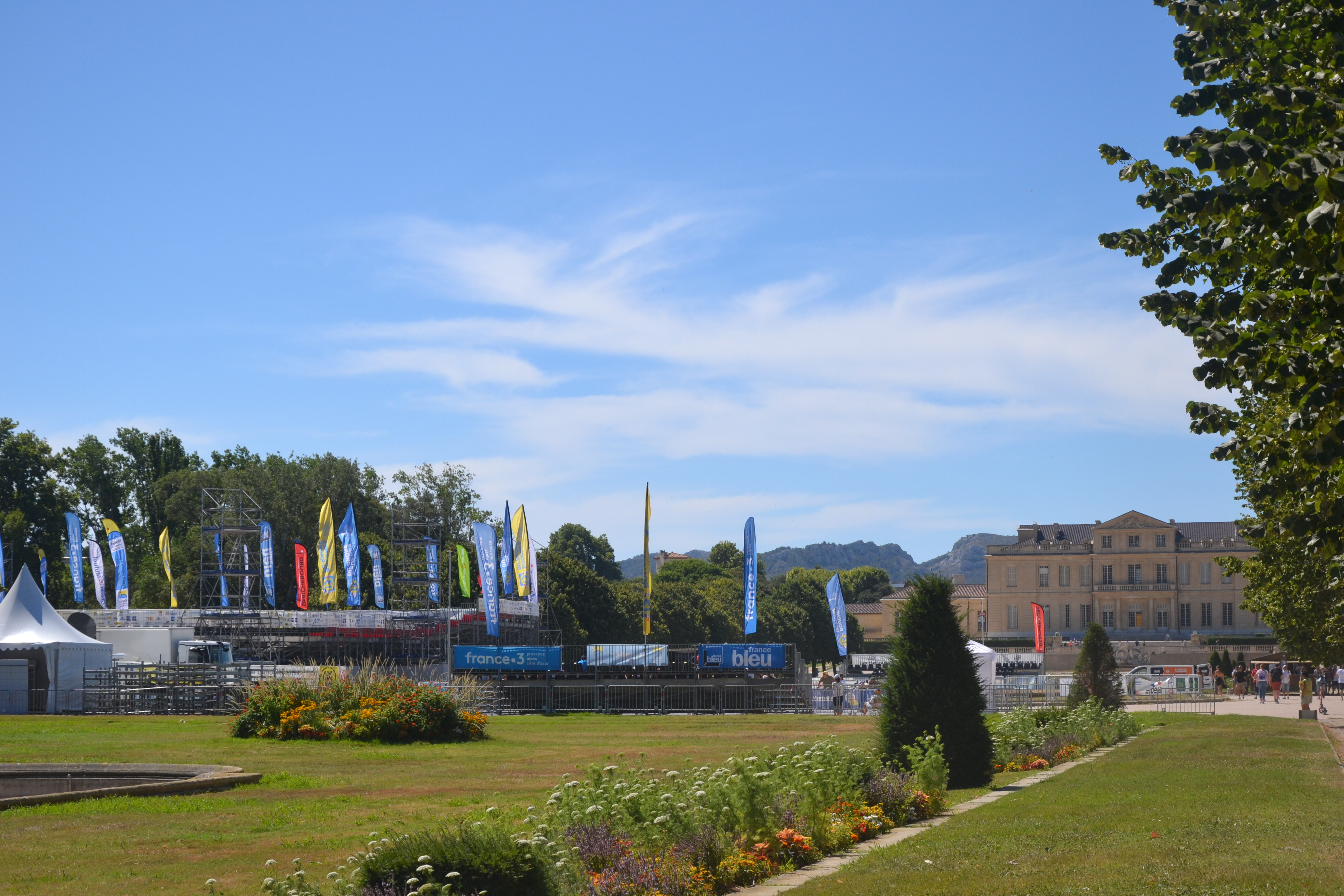
une partie des installations du parc Borély.

Le Mondial La Marseillaise à pétanque démarre chaque année le premier week-end de juillet et se dispute sur cinq jours, du dimanche au jeudi. Il se déroule traditionnellement dans les allées du parc Borély et sur une trentaine de site répartis dans Marseille. C'est un concours à élimination directe. 
La compétition, mixte, ouverte à tous, licenciés ou non, sans limite d’âge, se joue en triplette (masculine, féminine ou mixte). L'édition de 2019 a réuni 4560 équipes en triplette, soit 13 680 joueurs, venant de 91 départements, et 22 pays. L'édition 2020, maintenue malgré l'épidémie de Covid 19, mais déplacé à la fin du mois d'août a réuni 2656 triplette. En 2024, avec 12336 joueurs étaient engagés. Le record de participation a été battu en 2025 avec 4784 équipes (26 pays et 90 départements) engagées dans le concours principal. Cette année-là, en incluant la participation au quatre concours officiel et aux tournois annexes, plus de 16000 joueurs ont participé à la 64e édition.
Depuis 1989, le Mondial a mis en place un concours réservé aux jeunes et ouvert aux filles et aux garçons de 6 à 15 ans. Surnommé successivement Écureuil La Marseillaise des Jeunes, le Trophée Crédit mutuel Mondial des Jeunes se déroule aussi en triplette (équipe de trois joueurs mixte) . En 2018, l'épreuve a été scindée en deux concours. Le premier réservé aux benjamins et minimes, le second ouvert aux cadets.
Depuis 2002, un concours réservé aux dames a également vu le jour. L'édition 2019 a été remportée par l'équipe de France composée de Cindy Peyrot, Sandrine Herlem et Daisy Frigara. En 2021, c'est l'équipe d'Allemagne formée de Jenal, Probst et Beil qui l'a emporté.
En 2021 un Handi Mondial a vu le jour. Chaque triplette doit compter au moins une personne en situation de handicap et une personne valide. La troisième est libre. Peu importe le type de handicap, mental ou moteur, tous sont acceptés. L’AJCM encadre l’événement favorisant la rencontre entre valides et personnes en situation de handicap.
Parallèlement, avec France 3 et France Bleu Provence, partenaires média de la compétition, le Mondial La Marseillaise à pétanque ont organisé un concours réservé aux personnalités. Le « Trophée des Étoiles », anciennement appelé  « Trophée des Artistes Henri-Salvador », opposait chaque année artistes, sportifs et personnalités publiques. Sa dernière édition a eu lieu en 2019 avant la pandémie de Covid.
La Boule d'or du Mondial (ancien ¨Prix Salvador puis Prix Marcel-Pagnol de la pétanque) récompense chaque année lors de la cérémonie d'ouverture, le comité bouliste départemental et la fédération ayant le plus œuvré pour le développement de la discipline. Les lauréats sont désignés par la Fédération française de pétanque et de jeu provençal et la Fédération internationale de pétanque et de jeu provençal. En 2025, c'est la fédération ukrainienne de pétanque qui a reçu la distinction dans le cadre d'une opération menée avec les soldats ukrainiens blessés au front.

## Palmarès

### Mondial à pétanque - Concours général (triplettes mixte)

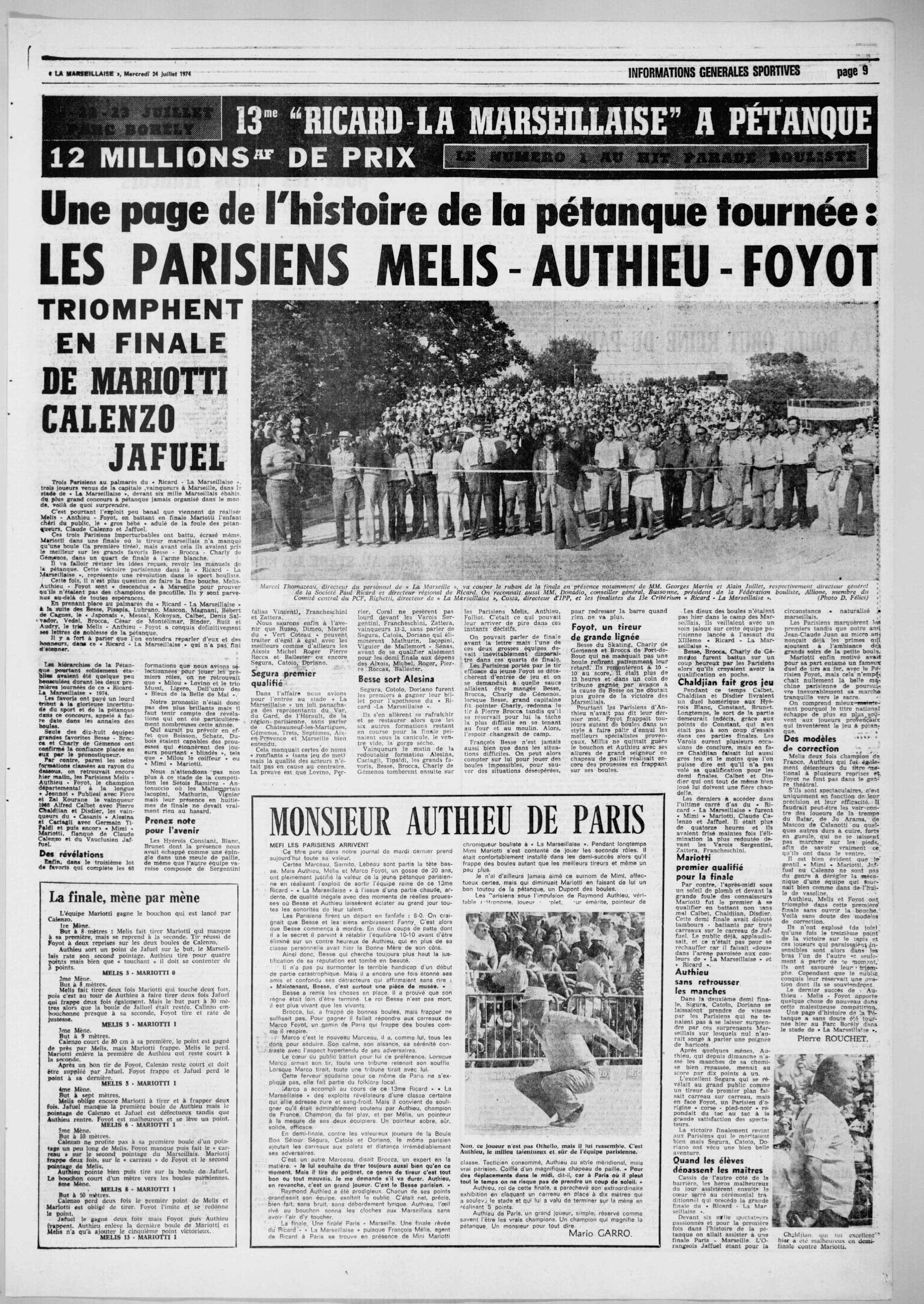
1974, les Parisiens Mélis, Authieu et Foyot remportent La Marseillaise.

Le record des victoires est détenu par Albert Pisapia avec sept succès en 1964, 1966, 1971, 1979, 1982, 1985 et  1990. Il est talonné par (« Marco ») Jean-Marc Foyot avec ses six victoires dont trois consécutives (1974, 1975 et 1976) et Antoine Dubois qui a décroché sa 6e couronne en 2022. Jean Kokoyan l'a également emporté à six reprises (1968, 1972, 1980, 1981, 1983 et 1984). Ce quatuor de tête du panthéon du Mondial est suivi par Philippe Quintais et Stéphane Robineau qui détiennent tous les deux cinq Marseillaise à leurs palmarès. 

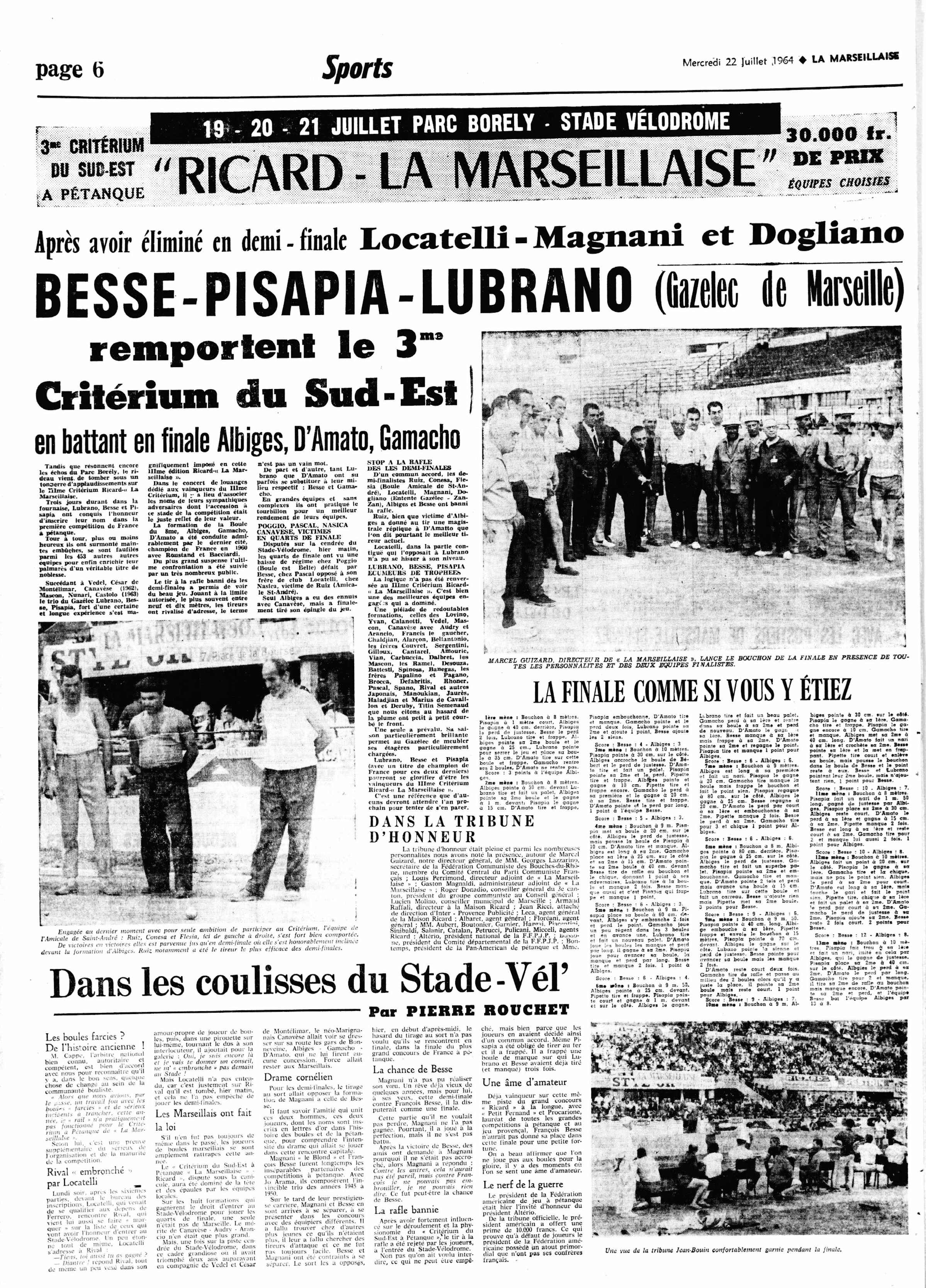
1964, Besse, Pisapia et Lubrano remportent la 3e édition du Mondial, qui est alors le Critérium du Sud Est à pétanque.

| Édition | Année | Prénom, nom                                                                            | Département ou pays                                | Nombre de triplettes |
| 64e     | 2025  | Yves Cédrick Rakotoarisoa, Tiana Laurens Razanadrakoto, Lova Satamandimby Rakotoarisoa | Madagascar                                         | 4784                 |
| 63e     | 2024  | Jean-Claude Jouffre, Philippe Quintais, Philippe Suchaud                               | Lozère, Puy de Dôme                                | 4112                 |
| 62e     | 2023  | David Riviera, Mickael Bonetto, Mayron Baudino                                         | Alpes-Maritimes                                    | 4016                 |
| 61e     | 2022  | Ligan Doerr, Antoine Dubois, Joseph Molinas                                            | Var et Rhône                                       | 3744                 |
| 60e     | 2021  | Ludovic Montoro, Jean-Michel Puccinelli et Benji Renaud                                | Var                                                | 3840                 |
| 59e     | 2020  | Ludovic Montoro, Jean-Michel Puccinelli et Benji Renaud                                | Var                                                | 2656                 |
| 58e     | 2019  | Patrick Messonnier, Joe Casale, Adrien Delahaye                                        | Haute-Savoie                                       | 4560                 |
| 57e     | 2018  | Jean-Michel Puccinelli, Antoine Dubois, Joseph Molinas                                 | Bouches-du-Rhône                                   | 4544                 |
| 56e     | 2017  | Dylan Rocher, Stéphane Robineau, Henri Lacroix                                         | Var                                                | 4152                 |
| 55e     | 2016  | Jean-Charles Dugeny, Thierry Grandet, Didier Chagneau                                  | Gironde                                            | 3904                 |
| 54e     | 2015  | Patrick Messonnier, Cédric Salvini, Kevin Lellouche                                    | Hautes-Pyrénées                                    | 4160                 |
| 53e     | 2014  | Gérard Garagnon, Georges Delys, Frédéric Bauer                                         | Bouches-du-Rhône                                   | 4112                 |
| 52e     | 2013  | Dylan Rocher, Antoine Dubois, Stéphane Robineau,                                       | Var, Loire, Var                                    | 4320                 |
| 51e     | 2012  | Dylan Rocher, Antoine Dubois, Stéphane Robineau,                                       | Gard, Loire, Alpes-Maritimes                       | 4416                 |
| 50e     | 2011  | Alain Bascunana, Hervé Caillol, Marcel Guilhem                                         | Bouches-du-Rhône                                   | 4624                 |
| 49e     | 2010  | Dylan Rocher, Antoine Dubois, Stéphane Robineau                                        | Gard, Puy-de-Dôme, Sarthe                          | 4368                 |
| 48e     | 2009  | Philippe Pécoul, Philippe Quintais, Philippe Suchaud                                   | Bouches-du-Rhône, Alpes-Maritimes, Alpes-Maritimes | 4592                 |
| 47e     | 2008  | Julien Castano, Daniel Hernandez, Richard Hovéguimian                                  | Bouches-du-Rhône                                   | 4324                 |
| 46e     | 2007  | Michel Adam, Gilles Gayraud, Stéphane Robineau                                         | Bouches-du-Rhône, Bouches-du-Rhône, Sarthe         | 4224                 |
| 45e     | 2006  | Kader Benefissa, Antoine Dubois, Joseph Dubois                                         | Bouches-du-Rhône, Gard, Gard                       | 4112                 |
| 44e     | 2005  | Philippe Pécoul, Philippe Quintais, Philippe Suchaud                                   | Bouches-du-Rhône, Alpes-Maritimes, Alpes-Maritimes | 4320                 |
| 43e     | 2004  | Philippe Pécoul, Philippe Quintais, Philippe Suchaud                                   | Bouches-du-Rhône, Alpes-Maritimes, Alpes-Maritimes | 4160                 |
| 42e     | 2003  | Jean-Francois Costa, Dominique Lacroix, Gilbert Noguera                                | Bouches-du-Rhône                                   | 4000                 |
| 41e     | 2002  | Jean-Marc Foyot, Pascal Milei, Dominique Usaï                                          | Hérault, Saône-et-Loire, Puy-de-Dôme               | 3632                 |
| 40e     | 2001  | Henri Lacroix, Max Oddoux, Max Poncet                                                  | Var                                                | 3460                 |
| 39e     | 2000  | Louis Lacroix, Étienne Lacroix, Jean Dubois                                            | Vaucluse                                           | 3560                 |
| 38e     | 1999  | Yazid Triaki, André Laborde, Mario Marcou                                              | Hérault                                            | 3456                 |
| 37e     | 1998  | Jean-Pierre Albentosa, Gilles Gayraud, Patrick Vilfroy                                 | Bouches-du-Rhône, Bouches-du-Rhône, Var            | 3278                 |
| 36e     | 1997  | Joseph Farré, Philippe Quintais, Jean-Luc Robert                                       | Hérault, Eure-et-Loir, Eure-et-Loir                | 3408                 |
| 35e     | 1996  | Noël Bengler, Alain Caciagli, Philippe Roux                                            | Bouches-du-Rhône                                   | 3200                 |
| 34e     | 1995  | Raymond Allier, Joël Benoi, Jean-Marc Budet                                            | Gard                                               | 3024                 |
| 33e     | 1994  | Attilio Catoio, Lucien Journoud, Gilbert Tuppo                                         | Bouches-du-Rhône                                   | 3096                 |
| 32e     | 1993  | Noël Bengler, Claude Burgos, Éric Kalazic                                              | Bouches-du-Rhône                                   | 2936                 |
| 31e     | 1992  | Yvon Deluy, Jean-Marie Faure, Louis Molinas                                            | Bouches-du-Rhône, Haute-Savoie, Bouches-du-Rhône   | 2848                 |
| 30e     | 1991  | René Di Mase, Paul Gortchakoff, Roland Sembolini                                       | Bouches-du-Rhône                                   | 2224                 |
| 29e     | 1990  | Fernand Moraldo, Albert Pisapia, Adrien Schatz                                         | Bouches-du-Rhône, Vaucluse, ?                      | 2064                 |
| 28e     | 1989  | Daniel Armando, Jean-Louis Carlin, Alfred Checconi                                     | Alpes-Maritimes                                    | 2060                 |
| 27e     | 1988  | Cyprien André, Bernard Bossy, Jean-Paul Ré                                             | Bouches-du-Rhône                                   | 2058                 |
| 26e     | 1987  | Rachid Adraouamine, Hamid Agueni, Marcel Manzon                                        | Bouches-du-Rhône                                   | 2271                 |
| 25e     | 1986  | Gérard Garagnon, Henri Izopet, Alain Valéro                                            | Bouches-du-Rhône                                   | 2228                 |
| 24e     | 1985  | Noël Bengler, Albert Pisapia, Daniel Texier                                            | Bouches-du-Rhône                                   | 2211                 |
| 23e     | 1984  | Jean-Marc Foyot, Jean Kokoyan, René Lucchesi                                           | Bouches-du-Rhône, Paris                            | 2208                 |
| 22e     | 1983  | Jean-Marc Foyot, Jean Kokoyan, René Lucchesi                                           | Bouches-du-Rhône                                   | ?                    |
| 21e     | 1982  | Jean-pierre Ferret, Eugène Lubrano, Albert Pisapia                                     | Bouches-du-Rhône, Gard                             | 2120                 |
| 20e     | 1981  | Jean Kokoyan, René Lucchesi, Serge Rouvière                                            | Bouches-du-Rhône                                   | ?                    |
| 19e     | 1980  | Jean Kokoyan, René Lucchesi, Serge Rouvière                                            | Bouches-du-Rhône                                   | ?                    |
| 18e     | 1979  | Roger Capeau, Émile Chavillon, Albert Pisapia                                          | Gard, Bouches-du-Rhône                             | ?                    |
| 17e     | 1978  | Jean-Joseph Santiago, Pierre Chaldjian, José Garcia                                    | Bouches-du-Rhône                                   | 1980                 |
| 16e     | 1977  | François Bezza, Charles Simon, Pierre Brocca                                           | Bouches-du-Rhône                                   | 2008                 |
| 15e     | 1976  | Raymond Authieu, Jean-Marc Foyot, François Melis                                       | Paris, Seine-et-Marne                              | ?                    |
| 14e     | 1975  | Raymond Authieu, Jean-Marc Foyot, François Melis                                       | Paris, Seine-et-Marne                              | 1902                 |
| 13e     | 1974  | Raymond Authieu, Jean-Marc Foyot, François Melis                                       | Paris, Seine-et-Marne, Paris                       | 1791                 |
| 12e     | 1973  | Eugène Lubrano, Joseph Ruiz, Yvan Raimond                                              | Bouches-du-Rhône                                   | ?                    |
| 11e     | 1972  | Georges Audry, Jean Kokoyan, Triestino Magnani                                         | Bouches-du-Rhône                                   | ?                    |
| 10e     | 1971  | Gabriel Binder, Pierre Brocca, Albert Pisapia                                          | Bouches-du-Rhône                                   | ?                    |
| 9e      | 1970  | René Macari, Georges Gabanon, Denis Salvador                                           | Gard                                               | ?                    |
| 8e      | 1969  | Roger Bacciardi, François Besse, Charles Simon                                         | Bouches-du-Rhône                                   | 1224                 |
| 7e      | 1968  | Frédéric Calbet, Jean Kokoyan, Clément Messal                                          | Bouches-du-Rhône                                   | 1000                 |
| 6e      | 1967  | Ange Arcolao, Jean Tricon, Péragoux                                                    | Alpes-Maritimes                                    | ?                    |
| 5e      | 1966  | François Besse, Albert Pisapia, Charles Simon                                          | Bouches-du-Rhône                                   | ?                    |
| 4e      | 1965  | Joseph Béranger, Joseph Papalino, Charles Simon                                        | Bouches-du-Rhône                                   | 642                  |
| 3e      | 1964  | François Besse, Eugène Lubrano, Albert Pisapia                                         | Bouches-du-Rhône                                   | 426                  |
| 2e      | 1963  | Jean Costello, Henri Nunari, Georges Mascon                                            | Bouches-du-Rhône                                   | 782                  |
| 1re     | 1962  | Jo Canavese, César Brauer, Jo Vedel                                                    | Bouches-du-Rhône, Drôme, Hérault                   | 388                  |

### Panthéon du Mondial à pétanque
|   | Joueur            | Nombre | Années                                   |
| - | ----------------- | ------ | ---------------------------------------- |
| 1 | Albert Pisapia    | 7      | 1964, 1966, 1971, 1979, 1982, 1985, 1990 |
| 2 | Jean Kokoyan      | 6      | 1968, 1972, 1980, 1981, 1983, 1984       |
|   | Jean-Marc Foyot   | 6      | 1974, 1975, 1976, 1983, 1984, 2002       |
|   | Antoine Dubois    | 6      | 2006, 2010, 2012, 2013, 2018, 2022       |
| 3 | Philippe Quintais | 5      | 1997, 2004, 2005, 2009, 2024             |
|   | Stéphane Robineau | 5      | 2007, 2010, 2012, 2013, 2017             |
| 4 | François Besse    | 4      | 1964, 1966, 1969, 1977                   |
|   | Charles Simon     | 4      | 1965, 1966, 1969, 1977                   |
|   | René Lucchesi     | 4      | 1980, 1981, 1983, 1984                   |
|   | Dylan Rocher      | 4      | 2010, 2012, 2013, 2017                   |
|   | Philippe Suchaud  | 4      | 2004, 2005, 2009, 2024                   |

### Grand Prix fémininLa Marseillaiseà pétanque (triplettes femmes)

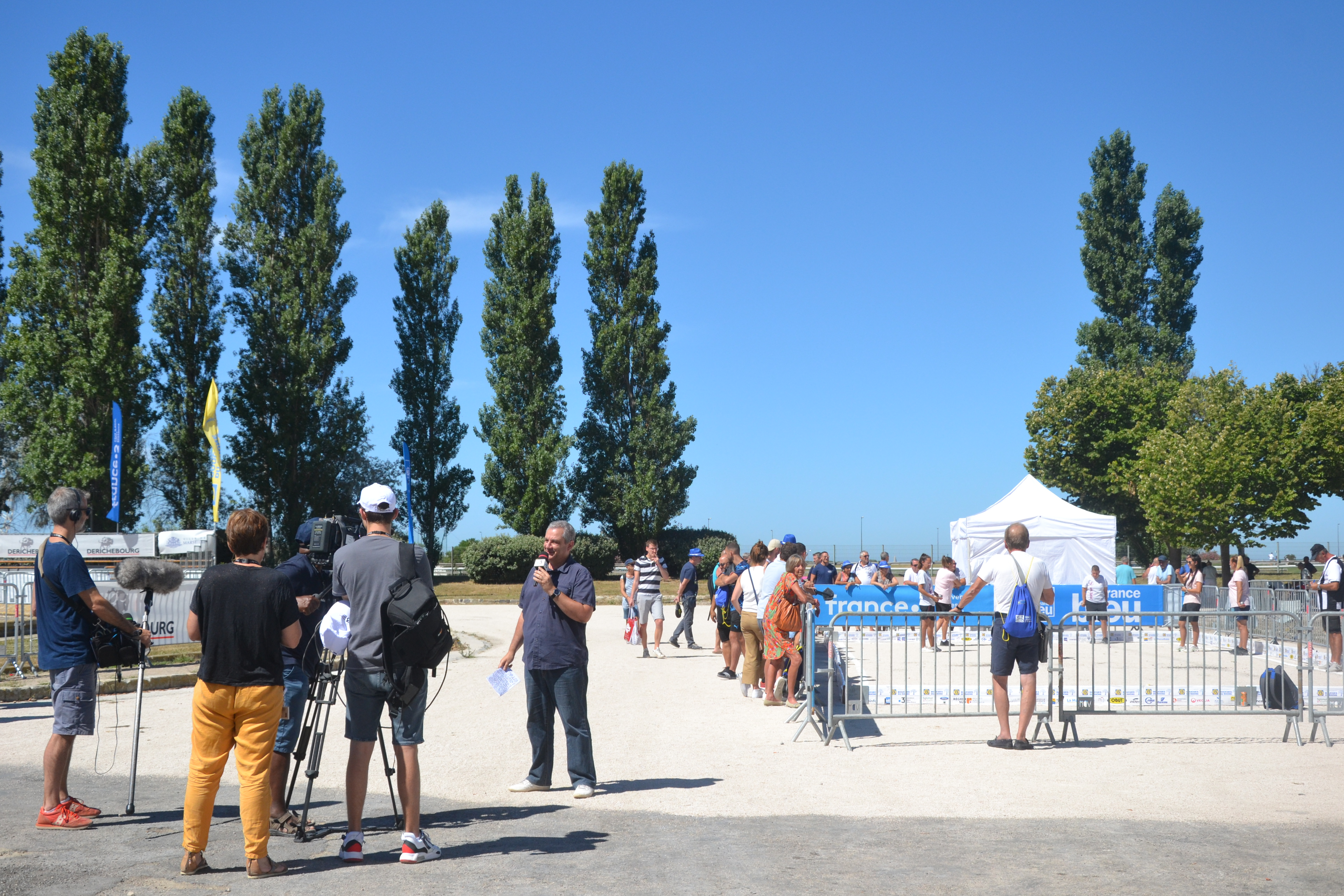
Reportage France 3 durant le concours des féminines 2022.

Créé en 2002, le Grand Prix féminin a aussi ses stars, notamment Fabienne Berdoyes (6 victoires) ou Sylvette Innocenti (4 victoires) .
La triplette Fabienne Berdoyes (point), Sylvette Innocenti (milieu) et Agnès Lesaine (tir) détient d'ailleurs le record de 3 victoires pour une même équipe en 2012, 2014 et 2016.

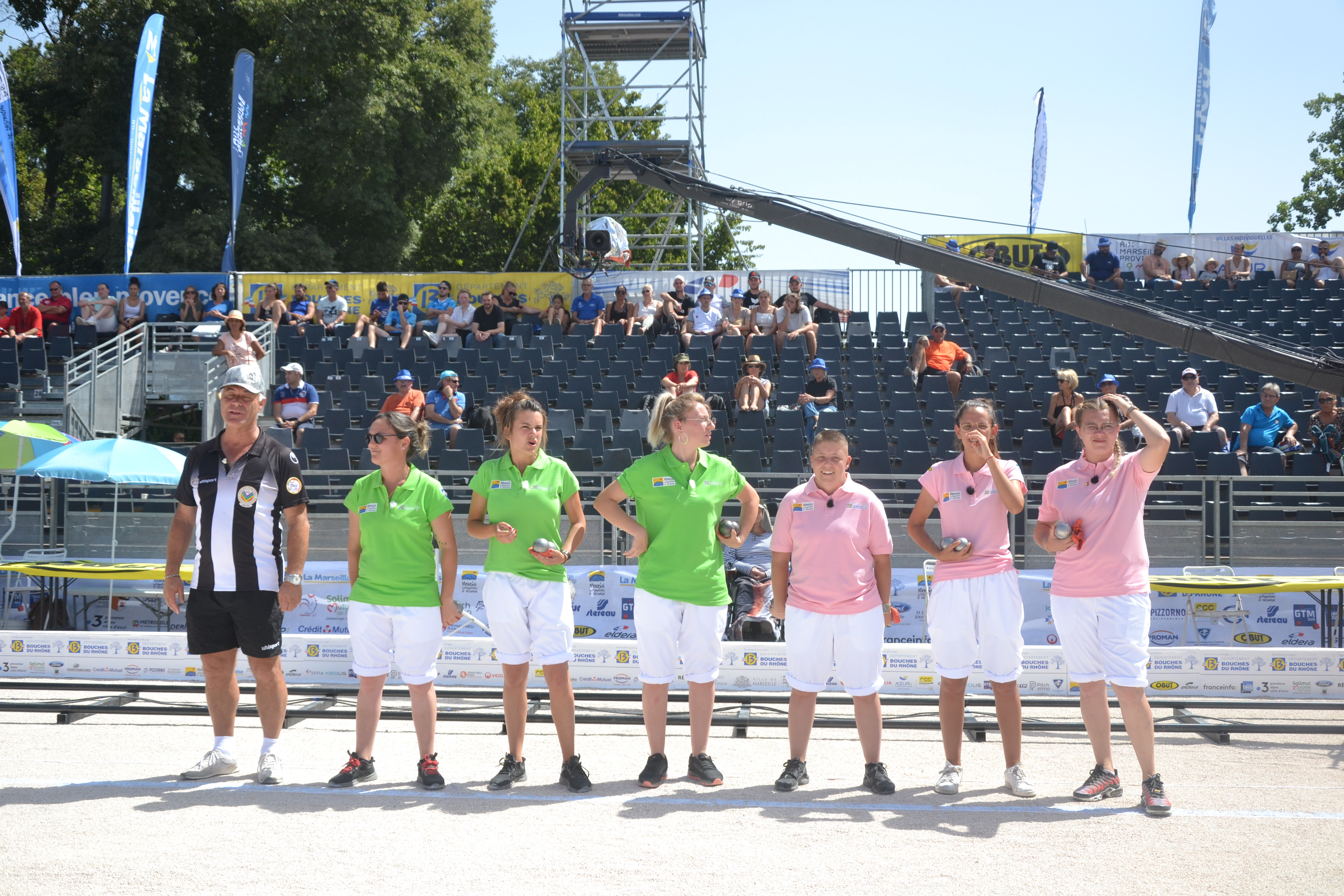
Les finalistes du Grand Prix féminin La Marseille à Pétanque 2022 : Camille Durand, Céline Lebossé et Nelly Peyré, équipe gagnante, contre Emma Picard, Manon Mahé et Charlotte Roux.

De 2002 à 2023 les triplettes femmes ayant remporté le Grand Prix féminin à pétanque sont  :  
| Année | Prénom, nom                                                                           | Département ou pays                     | Nombre de Triplettes |
| 2025  | Cindy Peyrot, Sandrine Poinsot, Maëlle Bertrand                                       | Var, Var, Cher                          | 179                  |
| 2024  | Elodie Estève, Marie-Angèle Germain, Torea Tairio                                     | Cote d'Azur, Rhône, Haute-Garonne       | 157                  |
| 2023  | Sabine Fara, Stéphanie Fournier, Mélanie Jullien                                      | Bouches-du-Rhône et Var                 | 151                  |
| 2022  | Camille Durand, Céline Lebossé et Nelly Peyré                                         | Haute-Savoie, Haute-Savoie, Dordogne    | 128                  |
| 2021  | Eileen Jenal, Dominique Probst, Luzia Beil                                            | Allemagne                               | 133                  |
| 2020  | Axelle Bernard, Amandine Fossat, Christelle Sylve                                     | Bouches-du-Rhône                        | 86                   |
| 2019  | Cindy Peyrot, Daisy Frigara, Sandrine Herlem                                          | Equipe de France                        | 158                  |
| 2018  | Céline Lebossé, Caroline Bourriaud et Alison Rodriguez                                | Equipe de France espoir                 | 140                  |
| 2017  | Marie-Christine Baudens-Ponsi, Agnès Despierre, Sandrine Ginier-Maurel                | Vaucluse, Alpes-de-Haute-Provence       | 140                  |
| 2016  | Fabienne Berdoyes, Sylvette Innocenti, Agnès Lesaine                                  | Yvelines, Bouches-du-Rhône, Yvelines    | 139                  |
| 2015  | Angélique Colombet, Ludivine d'Isidoro, Audrey Bandiera                               | Equipe de France                        | 132                  |
| 2014  | Fabienne Berdoyes, Sylvette Innocenti, Agnès Lesaine                                  | Yvelines, Bouches-du-Rhône, Yvelines    | 171                  |
| 2013  | Amandine Fossat, Morgane Hautemayou, Corinne Mattei                                   | Bouches-du-Rhône, Var, Bouches-du-Rhône | 152                  |
| 2012  | Fabienne Berdoyes, Sylvette Innocenti, Agnès Lesaine                                  | Yvelines, Bouches-du-Rhône, Yvelines    | 152                  |
| 2011  | Ludivine Lovet, Laura Radosavljevic, Agnès Viens                                      | Gard, Hérault, Gard                     | 160                  |
| 2010  | Fabienne Berdoyes, Ludivine d'Isidoro, Agnès Lesaine                                  | Yvelines, Puy-de-Dôme, Yvelines         | 150                  |
| 2009  | Fabienne Chapus, Patricia Foyot, Muriel Scuderi                                       | Gard, Puy-de-Dôme, Gard                 | ?                    |
| 2008  | Hotance Annick Ramananandro, Véronique Randrianarizafy, Hanta Francine Randriambahiny | Madagascar,Madagascar, Bouches-du-Rhône | 155                  |
| 2007  | Fabienne Chapus, Virginie Lauer, Muriel Scuderi                                       | Gard, Moselle, Gard                     | ?                    |
| 2006  | Virginie Lauer, Martine Sarda, Muriel Scuderi                                         | Moselle, Gard, Gard                     | ?                    |
| 2005  | Fabienne Albentosa, Audrey Arnaud, Fabienne Berdoyes                                  | Bouches-du-Rhône, Gard, Eure-et-Loir    | 141                  |
| 2004  | Audrey Arnaud, Ludivine Lovet, Agnès Viens                                            | Bouches-du-Rhône, Gard, Gard            | 144                  |
| 2003  | Fabienne Berdoyes, Nathalie Clément, Florence Petit                                   | Eure-et-Loir, Paris, Paris              | ?                    |
| 2002  | Sylvette Innocenti, Eliane Perez, Muriel Scuderi                                      | Bouches-du-Rhône, Gard, Gard            | ?                    |

### Nombre de victoires en triplettes femmes
Après l'édition 2020
|   | Joueuse            | Nombre | Années                             |
| - | ------------------ | ------ | ---------------------------------- |
| 1 | Fabienne Berdoyes  | 6      | 2003, 2005, 2010, 2012, 2014, 2016 |
| 2 | Muriel Scuderi     | 4      | 2002, 2006, 2007, 2009             |
|   | Sylvette Innocenti | 4      | 2002, 2012, 2014, 2016             |
|   | Agnès Lesaine      | 4      | 2010, 2012, 2014, 2016             |
| 5 | Audrey Arnaud      | 2      | 2004, 2005                         |
|   | Virginie Lauer     | 2      | 2006, 2007                         |
|   | Fabienne Chapus    | 2      | 2007, 2009                         |
|   | Ludivine Lovet     | 2      | 2004, 2011                         |
|   | Agnès Viens        | 2      | 2004, 2011                         |
|   | Ludivine d'Isidoro | 2      | 2010, 2015                         |
|   | Cindy Peyrot       | 2      | 2019, 2025                         |
|   | Amandine Fossat    | 2      | 2013, 2020                         |

### MondialLa Marseillaisedes jeunes à pétanque (triplettes jeunes mixtes)

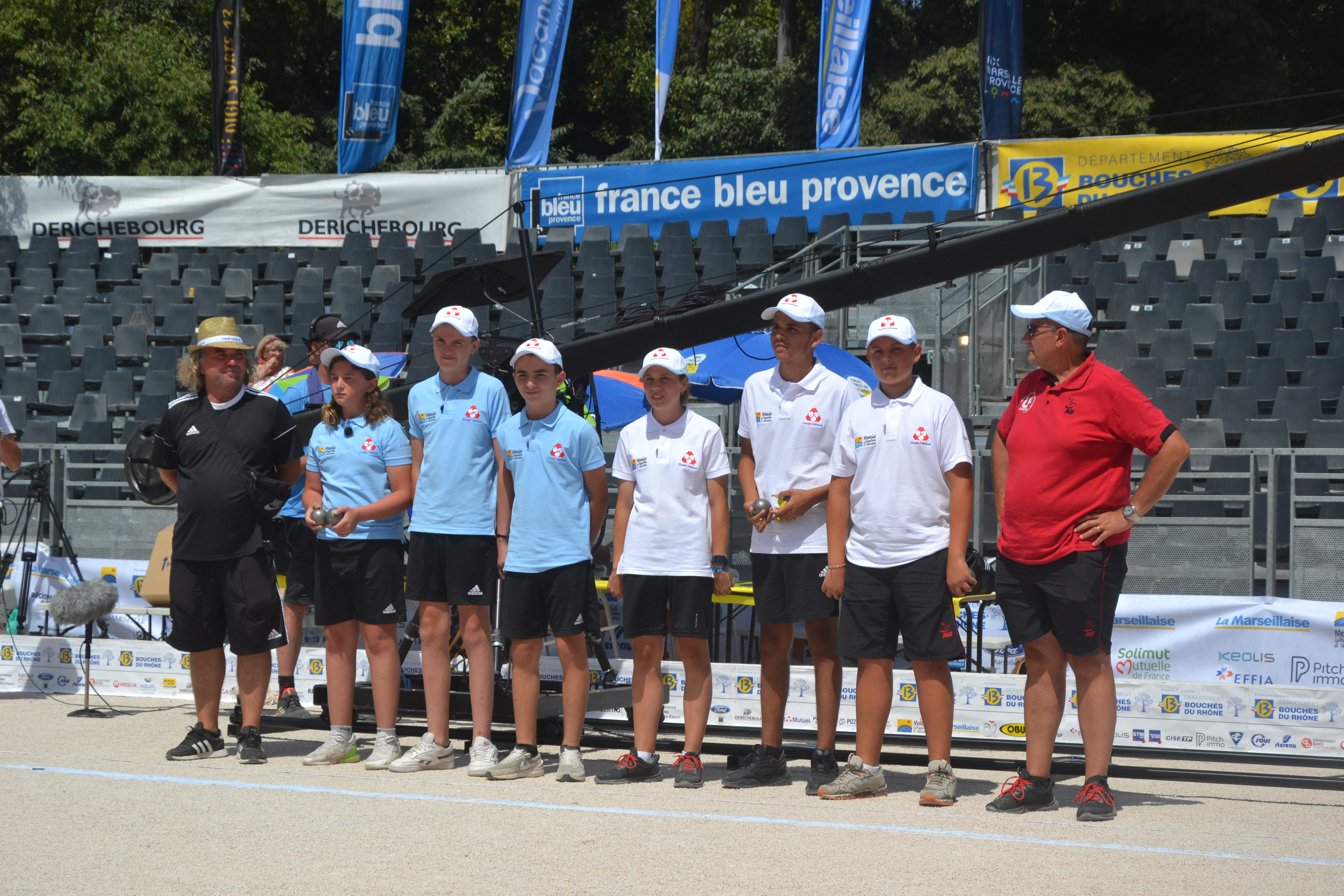
Finalistes des Cadets juniors 2022 : l'équipe Mason Canon associé à Jason Giraud et Camille Picard, contre celle des champions de Corse Paulu-Michele Bianchi, en compagnie de Lissandru Tarassenko et Grégory Trombella, venus d'Ajaccio.

Le Mondial des jeunes existe depuis 1989 ; le Mondial Jeune attire les meilleurs joueurs de la pétanque de chaque génération : En 2007, c'est Dolorès Vercellotti  qui est la première féminine à remporter le titre avec ses équipiers Florent Aillaud et Karim Lachheb. En 1991, Romain Scultore remporte le trophée à l'âge de 7 ans  avec ses partenaires Dominique Helfrid et Simon Marsille.
De 1989 à 2023  les triplettes ayant remporté le Mondial Jeunes sont   :  
| Année | Prénom, nom | Département ou Pays                                                        | Nombre de Triplettes |
| 2025  | Tylan Kapfer, Gianni Seignouret, Enzo Cortes (Juniors) Loni Szczotkowski, Mylan Terryn, Fabio Marco (Cadets) Kaylor Vinterstein, Railey Lafleur, Taylor Ladam (Benjamins/Minimes)      | Drôme, Bouches-du-Rhône Drôme                                              | 164 (total)          |
| 2024  | Giovanni Riviera, Kaylie Victoor-Demeter, Messon Buche (juniors) Lois Villaret, Leo Parraud, Lohan Ortega (cadets) Léandro D’Amico, Mylan Terryn, Loni Szczotkowski (Benjamin/minimes) | Côte d'Azur Hérault, Haute-Savoie, Tarn Bouches-du-Rhône                   | 123 (total)          |
| 2023  | Tom Chagneau, Camille Picard, Sevan Renard (Juniors) Nuno Ambroise, Killian Bedjou, Mathéo Gauthiez (Cadets) Nathan Briols, Arthur Gross, Riley Nicolas (Benjamins/Minimes)            | Lot et Garonne, Doubs, Gers Moselle, Moselle, Seine-Maritime Haute-Garonne | 147 (total)          |
| 2022  | Mason Canon, Jason Giraud et Camille Picard (cadets) Lorenzo Broyet, Shanon Garin, Nathan Teston (benjamins/minimes)                                                                   | Alpes Maritimes, Haute Savoie, Doubs Drôme                                 | 44 33                |
| 2021  | Mika Gerardot, Dawson Herleman, Tylan Kapfer (cadets) Nathan Alzerra, Antoine Fossati, Lohan Fourmann (Benjamins/minimes)                                                              | Haute Savoie, Bouches du Rhône, Haute Savoie Bouches-du-Rhône              | 45 26                |
| 2020  | Nathan Petit, Samuel Giffard, Mathis Boulanger (cadets) Kaylie Victoor-Demeter, Mattéo Vabre, Mika Gérardot (benjamins/minimes)                                                        | Aveyron, Somme et Charente-Maritime. Allier, Tarn, Haute-Marne.            | 40 30                |
| 2019  | André Santiago, Gino Molinas, Yori Vigne (cadets) Milan Ajelo, Tylan Kapfer, Hugo Rodriguez (benjamins/minimes)                                                                        | Alpes-Maritimes, Bouches-du-Rhône et Vaucluse. Bouches-du-Rhône            | 110                  |
| 2018  | José Raynal-Castro, Hugo Garcia, Mathias Magnet (cadets) Louka Guilhot, Jordan Bonnaure, Mathis Merlin (benjamins/minimes)                                                             | Gard Drôme                                                                 | 102                  |
| 2017  | Florian Azema, Guerlain Castagne, Enzo Navarro | Haute-Garonne.                                                             | ?                    |
| 2016  | Tom Pellegini, Lucas Reyes, Mathieu Tropini | Var.                                                                       | 94                   |
| 2015  | Cyril Albertini, Fabien Lefebvre, Charles Sabatier | Var                                                                        | 108                  |
| 2014  | Fernand Dubois, Joseph Molinas, Dayron Schutt | Gard                                                                       | 102                  |
| 2013  | Jacques Dubois, Anthony Gorgone, Wesley Molinas | Alpes-Maritimes, Bouches-du-Rhône, Bouches-du-Rhône                        | 100                  |
| 2012  | Jacques Dubois, Kenzo Faralli, Antoine Santiago | Bouches-du-Rhône                                                           | ?                    |
| 2011  | Jérémie Aguer, Jordan-Marc Ariste, Ludovic Santiago | Bouches-du-Rhône                                                           | 100                  |
| 2010  | Jacques Dubois, Fernand Dubois, Joseph Molinas | Gard                                                                       | 88                   |
| 2009  | Samuel Aflalo, Damien Delga, Dylan Petrucci | Bouches-du-Rhône, Tarn, Bouches-du-Rhône                                   | ?                    |
| 2008  | Thomas Lucchetta, Jérémy Sans, Kévin Vaz | Haute-Garonne                                                              | 111                  |
| 2007  | Florent Aillaud, Karim Lacheb, Dolorès Vercellotti | Alpes-Maritimes                                                            | ?                    |
| 2006  | Gaël De Benedittis, Valentin Faure, Anthony Garriga | Loire                                                                      | 138                  |
| 2005  | William Caillot, Manuel Personnettaz, Guillaume Vioux | Var                                                                        | 177                  |
| 2004  | Christophe Calissi, Thomas Pasqual, Anthony Tigani | Alpes-Maritimes                                                            | 180                  |
| 2003  | Ludovic Boyer, Mathias Camacaris, Maxime Vanel | Vaucluse, Loire, Gard                                                      | ?                    |
| 2002  | Tony Perret, Mathieu Richard, Angy Savin | Vaucluse                                                                   | ?                    |
| 2001  | Christophe Calissi, Jonathan Cordier, Loïc Grandi | Alpes-Maritimes                                                            | ?                    |
| 2000  | Christophe Aalibert, Nicolas Carrillo, Mathieu Soubeyrand | Drôme, Drôme, Ardèche                                                      | ?                    |
| 1999  | Michel Encizo, Thibault Martinetti, Florian Sarnelli | Alpes-de-Haute-Provence                                                    | 130                  |
| 1998  | Romain Scultore, Cédric Sorente, ? Basset | Bouches-du-Rhône                                                           | ?                    |
| 1997  | Cyril Josuan, Kamel Riffi, Cédric Sorente | Bouches-du-Rhône                                                           | 156                  |
| 1996  | Michel Bayle, Thierry Godines, Billy Pateau | Vaucluse                                                                   | 153                  |
| 1995  | Yohann Barde, Jérémy Guilhot, Pascal Ollivier | Drôme                                                                      | 148                  |
| 1994  | Jean-François Barbier, Yohann Barde, Jim Destenay | Drôme                                                                      | ?                    |
| 1993  | Brice Chauderon, Emmanuel Ferez, Jérémie Lombard | Drôme                                                                      | ?                    |
| 1992  | Yohann Barde, Jérémy Guilhot, Pascal Ollivier | Drôme                                                                      | 90                   |
| 1991  | Dominique Helfrid, Simon Marsille, Romain Scultore | Bouches-du-Rhône                                                           | 74                   |
| 1990  | Michaël Evrard, Nicolas Ivanes, Christophe Taïs | Nord, Bouches-du-Rhône, Bouches-du-Rhône                                   | 59                   |
| 1989  | Pascal Besnard, Sébastien Deschatrette, Laurent Maratray | Indre, Indre, Côte-d'Or                                                    | 34                   |

En Italique : Féminine